# Drop (Bride)
Drop è il settimo album in studio del gruppo musicale statunitense Bride, pubblicato nel 1995.

## Tracce
1. Personal Savior – 4:02
2. Mamma – 5:04
3. You Never Knew Me – 4:34
4. Life Is the Blues – 4:26
5. Help – 4:58
6. Only Hurts When I Laugh – 3:43
7. Thrill a Minute – 3:40
8. How Long – 4:59
9. Have You Made It? – 4:13
10. Nobodies Hero – 4:11
11. I'm the Devil – 6:57
12. Jesus Came Back Via Jesus in a Pawn Shop – 3:57